# Raïon de Podilsk
Le raïon de Podilsk (en ukrainien : Подільський район) est un raïon (district) dans l'oblast d'Odessa en Ukraine.

Avec la réforme administrative de 2020, le raïon a absorbé les anciens raïons de 
Podilsk, Lioubachivka, Okny, Kodyma, Ananyiv, Balta et de Savran.

## Patrimoine

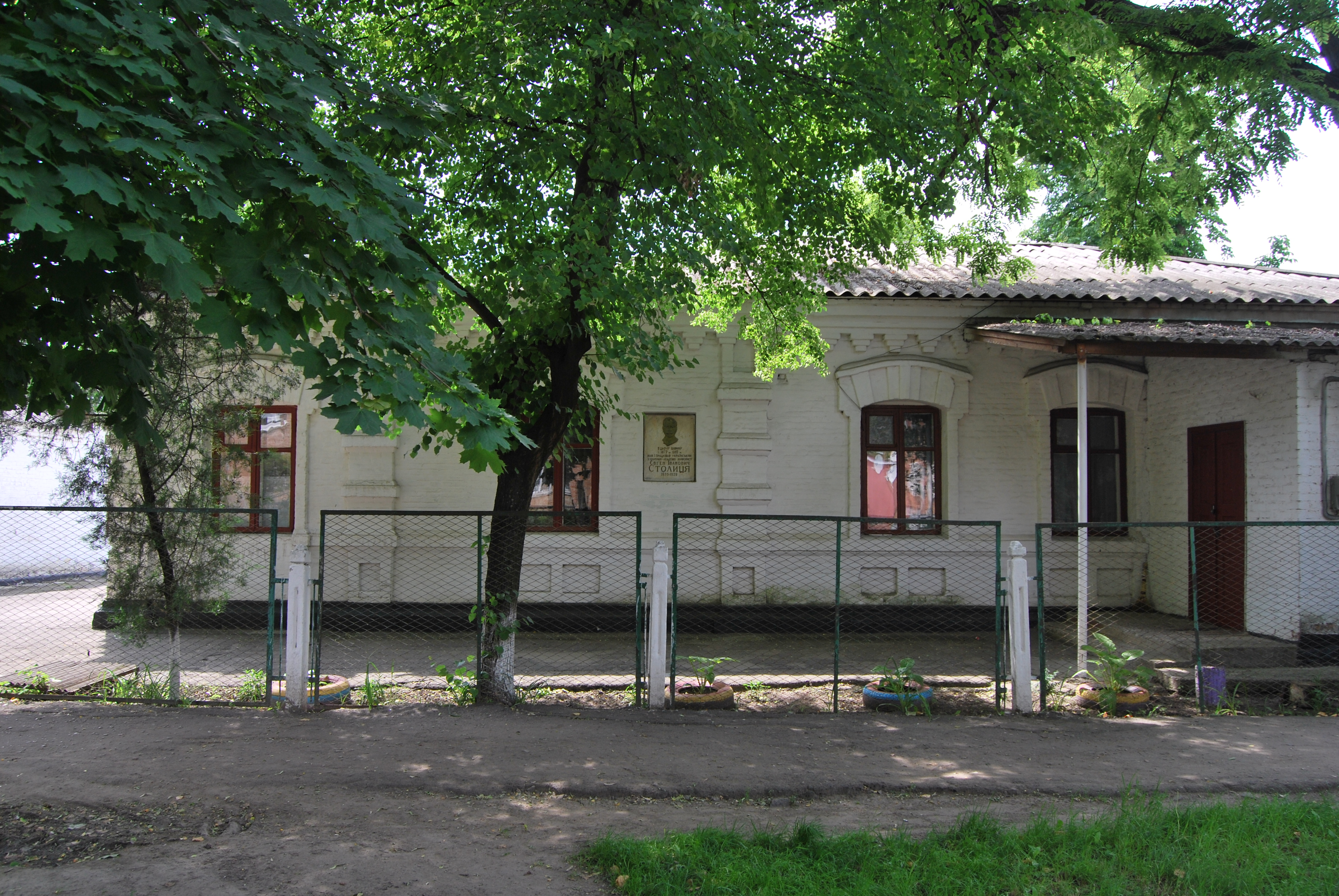
Maison musée de Yaniv, classée[1].
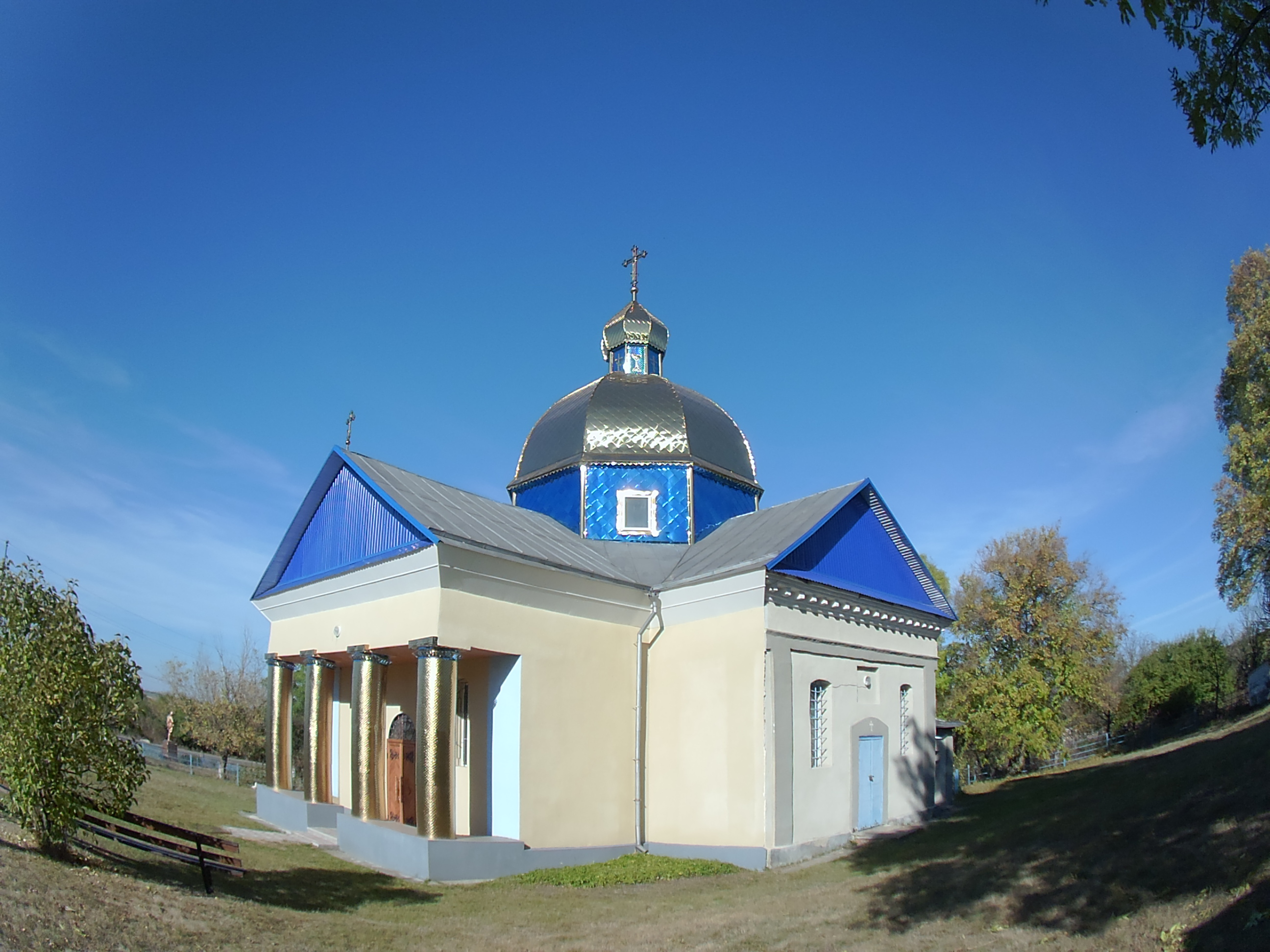
Église de la Nativité, classée[2].
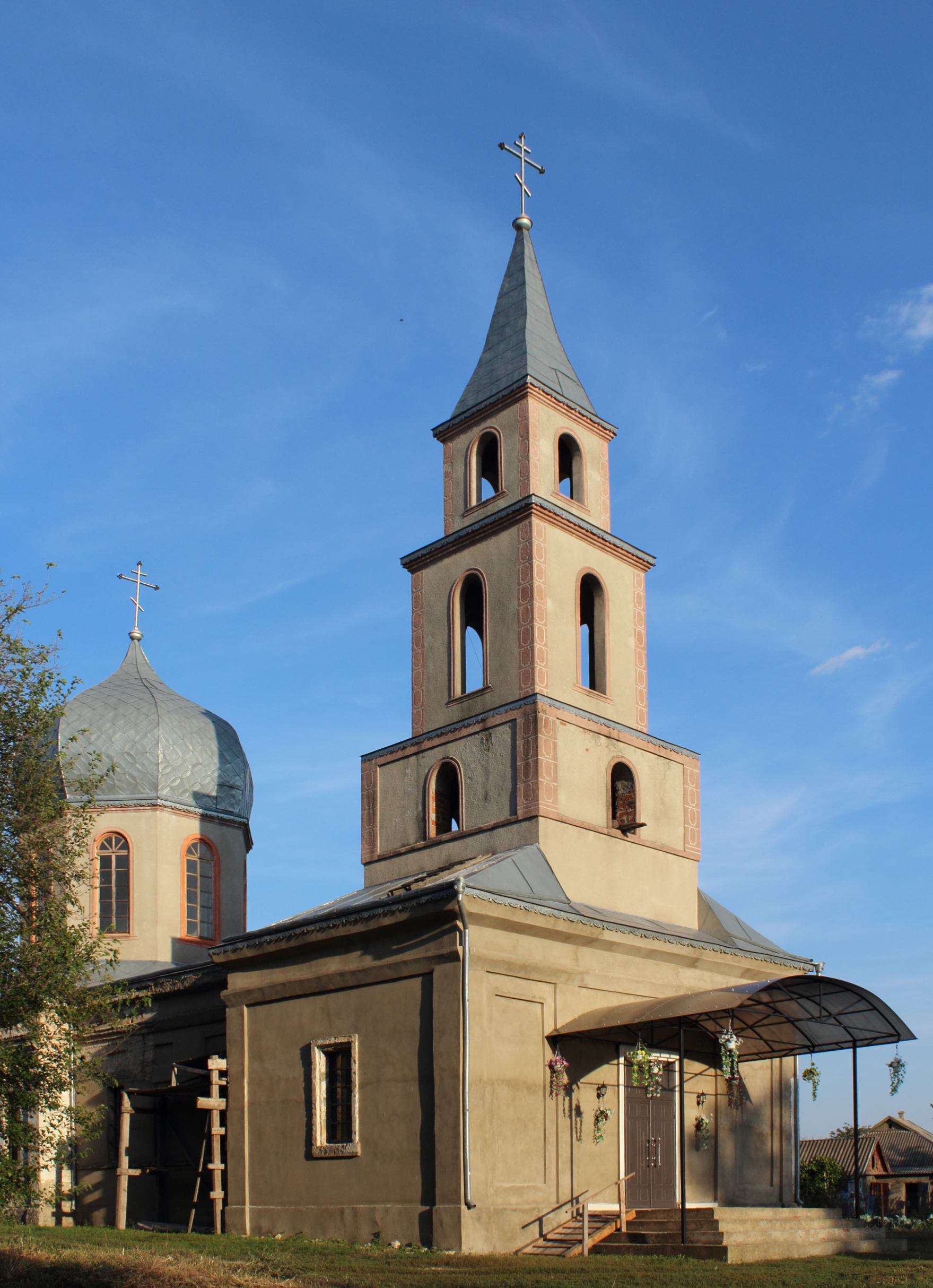
Église de la Nativité, classée[3].
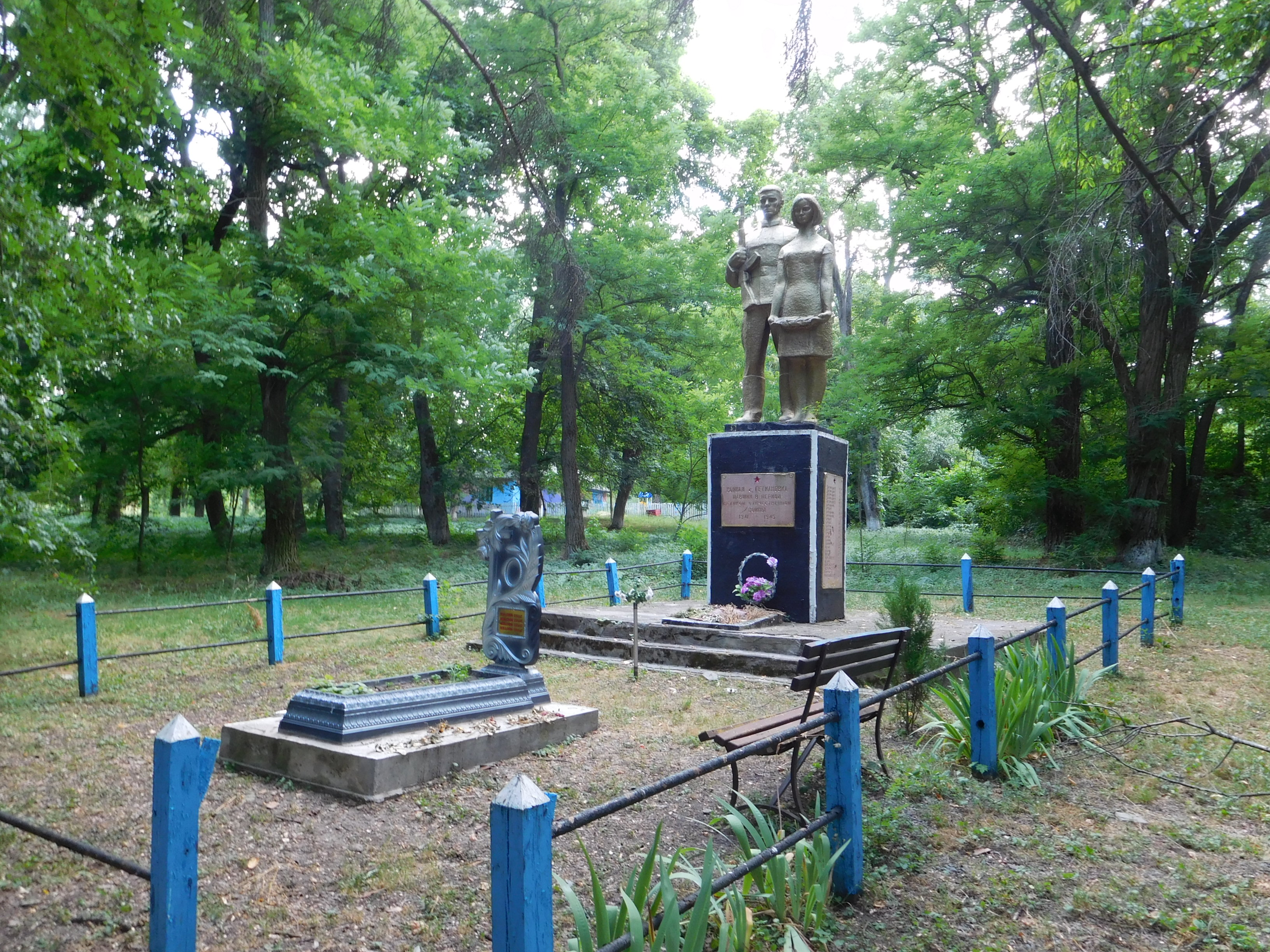
Réserve naturel de Hetmanivka, classée[3],[4].
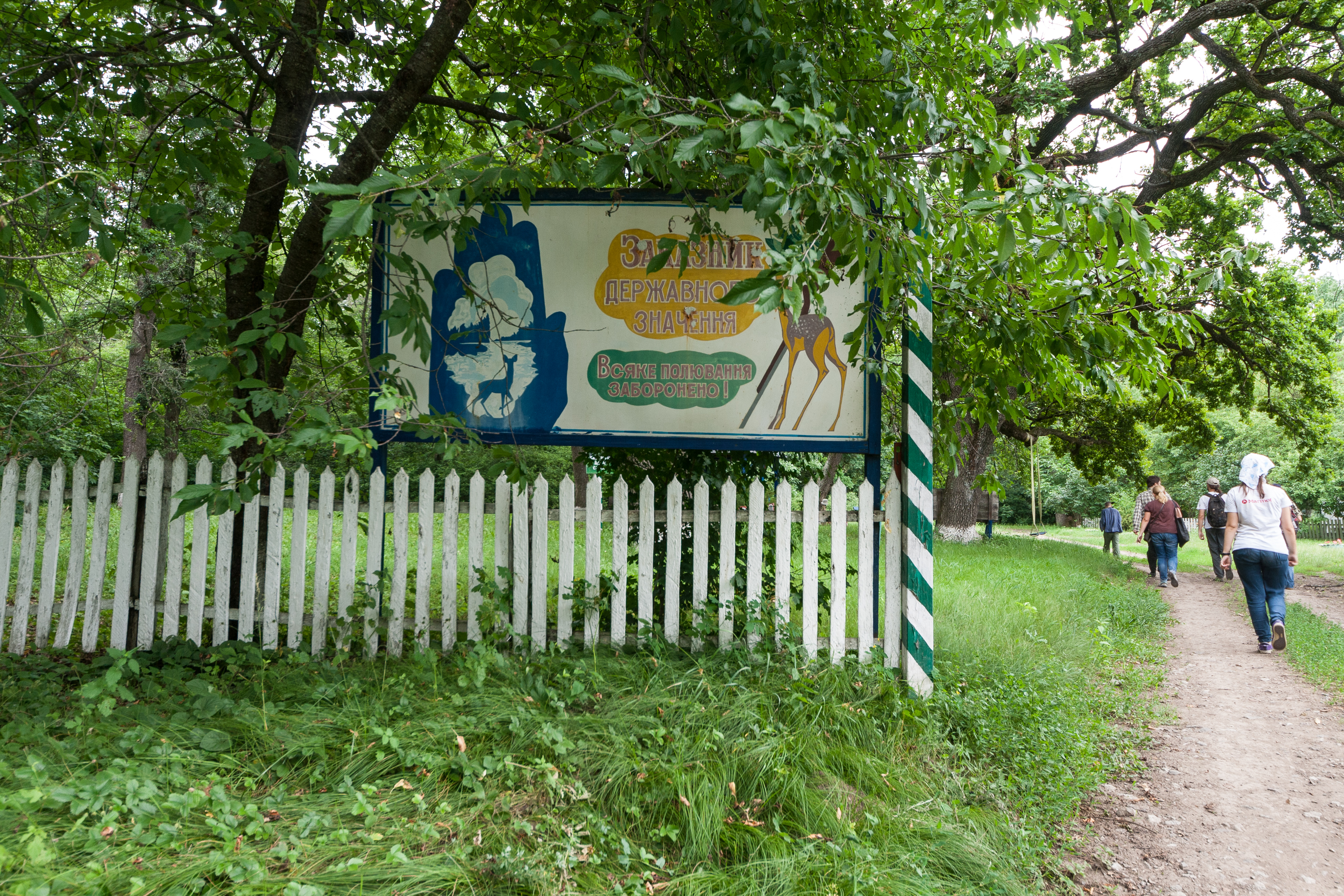
Foret de Savran, classée